# Ann Leckie
Ann Leckie (Toledo, Ohio, 2 de março de 1966) é uma autora e editora norte-americana de ficção científica e fantasia. Seu romance de estreia, Ancillary Justice, publicado em 2013, ganhou o Prêmio Hugo de Melhor Romance de 2014, o Prêmio Nebula de Melhor Romance, o Arthur C. Clarke Award, e BSFA. As suas sequências, Anciliary Sword e Anciliary Mercy, ganharam o prêmio Locus e foram indicadas ao Nebula.

## Vida
Leckie obteve, em 1989, licenciatura em música pela Universidade de Washington. desde então, passou por diversos empregos, incluindo como garçonete, recepcionista, agrimensor e engenheiro de gravação. Ela é casada com David Harre, com quem ela tem um filho e uma filha e vive com sua família em St. Louis, Missouri.

## Carreira
Tendo se criado como um fã de ficção científica, em St. Louis, Missouri, as tentativas Leckie em sua juventude para terem seus trabalhos de ficção científica publicados foram infrutíferas. Uma das poucas publicações desta época foi um romance histórico, que não lhe fora atribuído, em True Confessions.
Depois de dar a luz a seus filhos, em 1996 e 2000, o tédio, como uma dona-de-casa, lhe motivou a esboçar a primeira versão do que viria a ser Ancillary Justice para a National Novel Writing Month de 2002. Em 2005, Leckie participou do Clarion West Writers Workshop, estudando com o Octavia Butler. Depois disso, ela escreveu Ancillary Justice  ao longo de um período de seis anos, que foi aceito pela editora Orbit em 2012.
Leckie publicou vários contos, incluindo no Subterranean Magazine, Strange Horizons e Realms of Fantasy. Seus contos foram selecionados para inclusão rm antologias anuais, como The Year's Best Science Fiction & Fantasy, editado pela Rich Horton.
Ela editou a revista de ficção científica e fantasia online Giganotosaurus entre 2010 e 2013, e é editor-assistente da PodCastle podcast. Ela serviu como secretária da Science Fiction and Fantasy Writers of America, de 2012 a 2013.

### TrilogiaImperial Radch
O romance de estreia da autora, Anciliary Justice, primeiro livro da trilogia de space opera Imperial Radch, foi publicada com aclamação da crítica em outubro de 2013, tendo obtido todos os principais prêmios de ficção científica anglófona. Em resumo, trata-se de Breq, única sobrevivente de uma nave traiçoeiramente destruída, que possui a consciência artificial da nave, que busca vingar-se da liderança de sua civilização. Sua sequências, Anciliary Sword e Anciliary Mercy, foram publicadas, respectivamente, em outubro de 2014 e 2015.
Outros contos que se passam no mesmo universo são Night's Slow Poison e She Commands Me and I Obey, todos de 2014.

## Lista de obras

### Romances

#### TrilogiaImperial Radch
- Ancillary Justice, Orbit, 1 de outubro de 2013, ISBN 978-0-356-50240-3
- Ancillary Sword, Orbit, 7  de outubro de 2014, ISBN 978-0-356-50241-0
- Ancillary Mercy, Orbit, 6  de outubro de 2015, ISBN 978-0-356-50242-7

##### Livro relacionado
- Provenance, Orbit, 26  de setembro de 2017, ISBN 978-0-316-38867-2

#### Outros romances
- The Raven Tower (2019)

### Contos
- "Hesperia and Glory," Subterranean Magazine 4, 2006[14] (reimpresso em Science Fiction: The Best of the Year 2007 Edition, editado por Rich Horton)
- "Marsh Gods," Strange Horizons, 7 de julho de 2008
- "The God of Au," Helix #8, (reimpresso em The Year's Best Science Fiction & Fantasy, 2009 editado por Rich Horton)
- "The Endangered Camp," Clockwork Phoenix 2, 2009 (reimpresso em The Year's Best Science Fiction & Fantasy, 2010, editado por Rich Horton)
- "The Unknown God," Realms of Fantasy, Fevereiro de 2010
- "Beloved of the Sun," Beneath Ceaseless Skies, 21 de outubro de 2010
- "Maiden, Mother, Crone," Realms of Fantasy, Dezembro de 2010
- "Night's Slow Poison", Tor.com (2014)
- "She Commands Me and I Obey", Strange Horizons (2014)

### Crítica ao Trabalho de Leckie
- Review of Ancillary Justice.«[Untitled review]». Coda. Reviews. Cosmos. 55

## Prêmios e indicações
- Ancillary Justice (2013)
  - 2013: ganhou o prêmio Nebula de melhor romance
  - 2013: ganhou o prêmio BSFA de melhor romance
  - 2013: ganhou o prêmio Kitschies Golden Tentacle (estreia)[15]
  - 2014: ganhou o prêmio Hugo  de melhor romance
  - 2014: ganhou o prêmio Arthur C. Clarke
  - 2014: ganhou o prêmio Locus  de melhor romance de estreia
  - 2014: ganhou o prêmio britânico de fantasia de estreantes (o prêmio Sydney J. Bounds)
  - 2016: ganhou o Prix Bob Morane  de melhor romance traduzido[16] (França)
  - 2016: ganhou o prêmio Seiun de melhor romance traduzido[17] (Japão)
  - 2013: Indicado para o prêmio James Tiptree, Jr.
  - 2013: Indicado para o prêmio Philip K. Dick[18]
  - 2014: Finalista do prẽmio John W. Campbell Memorial romance de ficção científica[19]
  - 2014: Finalista do prêmio Compton Crook[20]
- Ancillary Sword (2014)
  - 2014: ganhou o BSFA Award for Best Novel[21]
  - 2015: ganhou o Locus Award for Best Science Fiction Novel
  - 2014: Indicado para o Nebula Award for Best Novel[22]
  - 2015: Finalista do Hugo Award for Best Novel[23]
- Ancillary Mercy (2015)
  - 2016: ganhou o Locus Award for Best Science Fiction Novel[24]
  - 2015: Indicado para o Nebula Award for Best Novel[25]
  - 2016: Finalista do Hugo Award for Best Novel[26]
  - 2016: Indicado para o Dragon Award for Best Science Fiction Novel[27]
- Trilogia Imperial Radch (2013–2015)
  - 2017: Patrick Marcel ganhou o Grand Prix de l’Imaginaire de melhor tradução (Prêmio Jacques Chambon) pelo Les Chroniques du Radch, tomes 1 à 3 (França)
  - 2017: Indicado para o Grand Prix de l’Imaginaire de melhor romance estrangeiro[28] (França)
  - 2017: Indicado para o prêmio Seiun de melhor romance traduzido[29] (Japão)